# Гайдхе
Гайдхе (чечен. Гайда-Хьи) — отдельные дворы с. Кенхи Шаройского района Чеченской Республики. Находится на территории Кехинского сельского поселения.

## География
Гайдхе расположено на правом берегу реки Кенхи, в 10 км к северо-востоку от районного центра — села Химой. Западнее населённого пункта Кенхи; правобережье реки Кенхи.
Ближайшие населённые пункты: на северо-западе — Кататлы, на юго-западе — Рахулахле, на юге— Школхе.